# Nephroma arcticum
Espèce
Nephroma arcticum, ou Néphrome arctique est une espèce de lichen foliacé se développant souvent sur des mousses ayant une distribution circumpolaire.